# Dead Space: Последствия
«Dead Space: Последствия» (англ. Dead Space: Aftermath) — анимационный научно-фантастический фильм ужасов. Сюжет повествует о событиях, происходивших между первой и второй частями компьютерной серии Dead Space. Фильм вышел на DVD и Blu-ray 24 января 2011 года.

## Сюжет
События фильма происходят в 2509 году в системе Эгида VII, когда была потеряна связь с космическим кораблем «Ишимура» и, позже, с космическим кораблем «О’Бэннон». Поисковый корабль находит «О’Бэннона» дрейфующим среди обломков астероидов. Отряд спецназовцев находит четырёх выживших (Николас Картнер, Алехандро Борхес, Нолан Стросс, Изабель Чо). Николас убивает одного из членов отряда, из-за чего отряд оглушает выживших, и их переносят без сознания на поисковый корабль. «О’Бэннон» уничтожают.
Главный следователь получает приказ от своего начальства допросить выживших. Первым вызывают Николаса Картнера, которого силой отводят в камеру допроса. Напугав Николаса иллюзорным аппаратом, который воспроизводит самые жуткие страхи допрашиваемых, он принуждает его рассказывать воспоминания того, что произошло в системе Эгида VII.

### Воспоминание Николаса
Николас сидит и разглядывает фотографию себя с дочерью, недавно он её потерял. В комнату входит капитан «О’Бэннона» и рассказывает план действий. Их официальная задача — стабилизировать гравитационную бурю на планете, на которую Айзек Кларк сбросил огромный кусок, вырванный от планеты, и не позволить ей взорваться. Однако настоящая цель, хранящаяся в секрете — найти фрагменты Обелиска, которые предположительно могли уцелеть.
Прибыв на планету, Алехандро, Омар и Ной устанавливают один из восьми стабилизаторов, которые должны сдержать планету и не дать ей взорваться, остальные исследуют планету в поисках фрагментов Обелиска. Ник находит один из таких фрагментов, но у него начинаются жуткие галлюцинации, в которых его дочь убивают монстры, а других членов команды он видит как этих монстров. Вернувшись в сознание, он присоединяется к остальным членам отряда, но потом опять впадает в ярость и убивает Ноя. Получив сильный удар от Алехандро, Николас отключается. Проснувшись связанным, он вновь видит призрака своей дочери, которая якобы осталась на планете, и требует отпустить его.
Очнувшись от воспоминания, Николас видит уходящий призрак дочери, впадает в ярость и убивает несколько охранников и ассистента главного следователя. Он следует за дочерью, его ранят, но Николас успевает дойти до шлюза и открыть его. Вместе с несколькими охранниками он вылетает в открытый космос, где наконец «воссоединяется с дочкой» (умирает).
Следующим допрашивают Алехандро, перед этим также подвергнув пытке страхом.

### Воспоминание Алехандро
Воспоминания Алехандро начинается там, где заканчивается воспоминание Ника. Во время очередной попытки стабилизации гравитации вбегает Ник и убивает Ноя. Своим ударом Ник также повредил компьютер, управляющий щитом, конструкция начинает рушиться, а вместе с ней — и планета. Во время возвращения на шаттл Рин, Сергенко и Омар погибают. Добравшиеся до шаттла Алехандро, Изабель, Нолан (а также связанный Николас) взлетают и вместе с остальными шаттлами пытаются вернуться на «О’Бэннон» до взрыва планеты. Из восьми шаттлов сквозь метеоритный поток до «О’Бэннона» смог добрался только их. Не успев улететь на безопасное расстояние, корабль попадает под «взрывную волну» и получает множество повреждений от столкновений с метеоритами и, с вышедшими из строя двигателями дрейфует в космосе.
Считая капитана виновным за всё случившееся, за все смерти, Алехандро нападает на него. Тот грозится отправить Алехандро под арест, но аварийное состояние корабля требует незамедлительного ремонта, и капитан отправляет инженера ремонтировать двигатели.
После возвращения из воспоминаний главный следователь спрашивает у Алехандро, не прикасался ли он к обломку Обелиска. Получив отрицательный ответ, он делает вид, что отпускает Алехандро в сопровождении отряда охранников. Однако, как только тот выходит из комнаты, главный следователь кивает, и один из охранников убивает Алехандро выстрелом в затылок.
Следующим допрашивают Нолана Стросса, также применив перед допросом пытку.

### Воспоминание Нолана
После ссоры с женой (она обвинила его в том, что он проводит больше времени со своей коллегой Изабель Чо, чем с семьёй), Нолан приходит к капитану. Капитан требует, чтобы фрагмент Обелиска не покидал лабораторию Стросса, так как капитан при виде обломка начинает сходить с ума. Исследуя фрагмент, Нолан узнаёт, что это язык инопланетян и что его открытие кардинально изменит мир. В этот момент заходит Изабель и соблазняет Стросса.
Под влиянием фрагмента Обелиска Стросс видит страшные галлюцинации, в которых ему мерещатся символы Обелиска, трупы и монстры. Несмотря на это, он продолжает исследования, помещая в один отсек с фрагментом Обелиска труп человека. После краткого отключения энергии и света Нолан, не увидев внутри отсека труп, открывает его, и видит ещё галлюцинацию. Придя в себя, он видит некроморфа, в которого преобразовался труп. Не вовремя зашедшая ассистентка на секунду задерживает некроморфа, дав Строссу шанс сбежать. Не сумев никого предупредить о произошедшем, Нолан побежал в каюту к своей жене и сыну. Вместо них он обнаруживает некроморфов, которых безжалостно убивает. Тут к нему заходит Элизабет и видит, что Стросс на самом деле убил не некроморфов, а свою жену и сына.
После воспоминания Нолана фиксируют в капсуле, похожей на гроб, и увозят. Следующей допрашивают Элизабет Чо.

### Воспоминание Изабель
После секса со Строссом они ссорятся, и Изабель уходит проведать Николаса. Потом Изабель и ещё несколько людей идут в морг, но видят там месиво. Один из трупов превращается в огромного некроморфа и преследует людей, ненадолго их спасает дверь морга. Николас уговаривает её освободить его и убивает некроморфа. Пробираясь через тёмные кровавые коридоры, они доходят до кабинета Стросса, где Изабель видит обезображенные трупы жены и сына Нолана. От ужаса, который она увидела, она перестаёт доверять Строссу.
К группе присоединяется капитан и ещё несколько человек. После нападения некроморфов в живых остаются Нолан, Ник, Изабель и капитан. Спустившись обратно в лабораторию Стросса, они встречают Алехандро, который по прежнему хочет отомстить Нику за смерть Ноя. Успокоившись, они вооружаются импровизированным оружием. Увидев, что фрагмент Обелиска невозможно уничтожить пулями, они решают попытаться уничтожить его в машинном отсеке.
Пробираясь к отсеку, группа теряет нескольких людей, в том числе капитана, жертвующего собой, чтобы оставшиеся в живых могли отступить. В критический момент находящийся под влиянием фрагмента Стросс отказывается уничтожать осколок, но Изабель бьёт его, выхватывает фрагмент Обелиска и бросает его в двигатель. Бьющие из двигателя красные молнии убивают всех некроморфов.
После окончания допроса к Изабель приходит мужчина в форме и уводит её с собой. Прежде чем уйти, он говорит главному следователю, что тот славно поработал. Но в следующую секунду по его жесту охранники убивают главного следователя и его второго ассистента.
Мужчина в форме говорит Изабель, что она может ему помочь в исследовании некроморфов, но она отказывается. Тогда её отправляют на принудительную лоботомию, а в новостях объявляют террористкой, ответственной за события на «Ишимуре», Эгиде VII и «О’Бэнноне», в чём она, якобы, призналась сама.
В конце фильма капсулу с Ноланом Строссом загружают в стеллаж. На такой же соседней капсуле видна табличка «Айзек Кларк». Сам корабль прибывает к поселению на Титане.

## В ролях
| Персонажи           | Актёр                  |
| ------------------- | ---------------------- |
| Николас Катнер      | Джадж Кристофер        |
| Алехандро Борхес    | Рикардо Антонио Чавира |
| Элизабет Чо         | Гвендолин Йео          |
| Нолан Стросс        | Курт Корнелиус         |
| Капитан Кэмпбелл    | Мактавиш Грехам        |
| Главный следователь | Вудворд Питер          |

## Производство
Анимационный фильм был выпущен в пяти разных стилях, соответствующим воспоминаниям четырёх допрашиваемых и стерильному окружению корабля, на котором производится допрос. Каждую из частей доверили одной из пяти южнокорейских анимационных студий, каждая из которых воплотила собственный стиль анимации.

## Критика
Анимационный фильм, вышедший сразу на DVD, не получил высоких оценок. Зрительский рейтинг на IMDb составил 5,5 из 10, рейтинг на Rotten Tomatoes — 28 %.